# 貝殻節

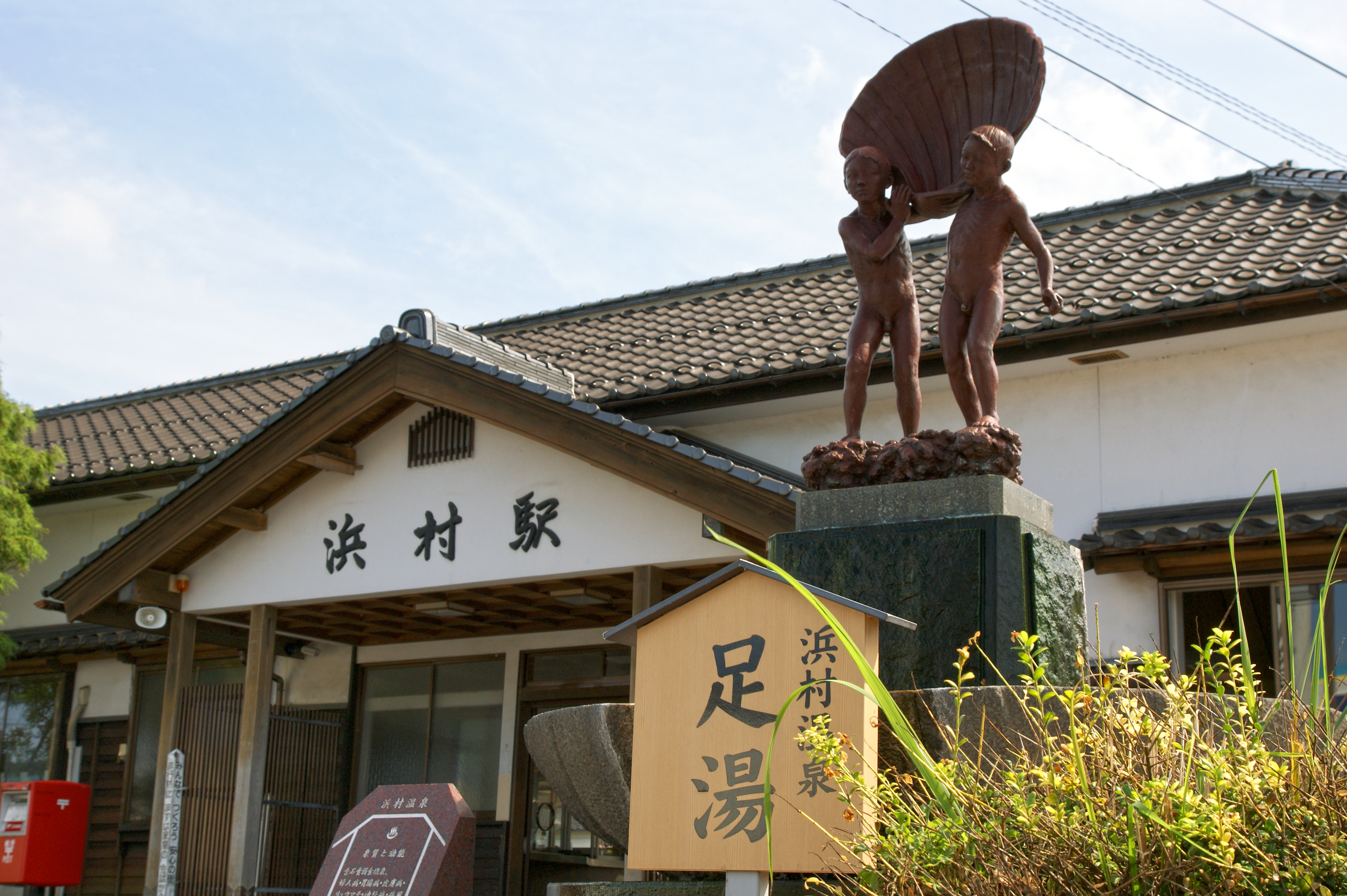
山陰本線浜村駅前に設置された足湯と「貝殻節」記念の像

貝殻節（かいがらぶし）は、鳥取県鳥取市気高町浜村温泉発祥の民謡で、日本海岸で働く漁民の労働歌である。

## 歴史
貝殻節はいつから歌われてきたかはっきりしない。鳥取県気高町（浜村温泉を含む）の海岸一帯に、過去には何年か一度に帆立貝（実際にはイタヤガイ）が多量に発生することがよくあった。漁民は「ジョレン」（馬鍬のような漁具）に網をつけた舟で底曳き漁をしたが、この櫓こぎはつらい重労働で、そういう時に歌われたのがこの歌であると言われる。

## 歌詞
現在は「何の因果で　貝殻漕ぎなろうた」で始まる歌詞が、広く定着している。

## 踊り
踊りの振り付けがいくつか作られて、鳥取県を中心に「鳥取民謡」として盆踊りなどで広く踊られている。
浜村温泉で室内の宴会の折りなどに芸者またはプロが踊る場合には、両手に小さな皿を持ってカチカチ鳴らして、貝殻を持っているかのように踊ることも行われている。